# Rivulicola
Rivulicola is een geslacht van kevers uit de familie  
kniptorren (Elateridae).
Het geslacht is voor het eerst wetenschappelijk beschreven in 1996 door Calder.

## Soorten
Het geslacht omvat de volgende soorten:
- Rivulicola dimidiatus (W.J. Macleay, 1888)
- Rivulicola variegatus (Macleay, 1872)